# Morti nel 1982/Febbraio
| Questa pagina contiene informazioni ricavate automaticamente dalle voci biografiche con l'ausilio del template Bio e di un bot. L'aggiornamento è periodico e automatico e ricostruisce completamente la pagina. Se manca una persona in questa lista, sei pregato di non aggiungerla, ma accertati piuttosto che la sua voce biografica contenga il template Bio e che i dati anagrafici siano correttamente compilati. Se il template Bio manca, inseriscilo tu stesso o, in alternativa, metti l'avviso {{tmp\|Bio}} che ne segnala la mancanza. Se i dati riportati sono sbagliati, correggi direttamente la voce biografica; le modifiche saranno visibili in questa lista entro pochi giorni. Per chiarimenti vedi il progetto biografie. La lista contiene solo le 79 persone che sono citate nell'enciclopedia e per le quali è stato implementato correttamente il template Bio. Pagina aggiornata al 3 mar 2024. |

- 1º febbraio - Giovanni Bottonelli, politico e partigiano italiano (n. 1910)
- 1º febbraio - Raffaele Campelli, vescovo cattolico italiano (n. 1887)
- 1º febbraio - Amzie Moore, attivista statunitense (n. 1911)
- 2 febbraio - Gemma Bosini, soprano italiano (n. 1890)
- 2 febbraio - György Debrödy, militare e aviatore ungherese (n. 1921)
- 2 febbraio - Paulino Frydman, scacchista polacco (n. 1905)
- 2 febbraio - Jacque Mercer, modella statunitense (n. 1931)
- 2 febbraio - Cesarina Valobra, soprano italiano (n. 1901)
- 3 febbraio - Valdo Magnani, politico italiano (n. 1912)
- 4 febbraio - Sue Carol, attrice statunitense (n. 1906)
- 4 febbraio - Alex Harvey, musicista e cantante scozzese (n. 1935)
- 4 febbraio - Georg Konrad Morgen, magistrato e militare tedesco (n. 1909)
- 4 febbraio - Fritz Schmidt, militare tedesco (n. 1906)
- 4 febbraio - Cesare Augusto Tallone, liutaio italiano (n. 1895)
- 5 febbraio - Antero Ojala, pattinatore di velocità su ghiaccio finlandese (n. 1916)
- 5 febbraio - Viliam Záborský, attore slovacco (n. 1920)
- 6 febbraio - Ivan Gajer, calciatore croato (n. 1909)
- 6 febbraio - Ben Nicholson, pittore britannico (n. 1894)
- 6 febbraio - Frank Wilde, tennista e tennistavolista britannico (n. 1911)
- 7 febbraio - Alis Levi, pittrice e scrittrice inglese (n. 1884)
- 7 febbraio - Joseph Reinhardt, chitarrista belga (n. 1912)
- 7 febbraio - Stefano Santamaria, calciatore italiano (n. 1904)
- 8 febbraio - Giuseppe De Luigi, pittore italiano (n. 1908)
- 8 febbraio - Neal Harris, cestista, allenatore di pallacanestro e giocatore di baseball statunitense (n. 1906)
- 8 febbraio - Henry Sturgis Morgan, banchiere statunitense (n. 1900)
- 8 febbraio - Hermann Rauschning, politico e saggista tedesco (n. 1887)
- 9 febbraio - Marthe Richard, agente segreta e politica francese (n. 1889)
- 9 febbraio - Lauri Virtanen, mezzofondista e maratoneta finlandese (n. 1904)
- 10 febbraio - Helen Dukas, biografa tedesca (n. 1896)
- 10 febbraio - Paul Samson, nuotatore e pallanuotista statunitense (n. 1905)
- 11 febbraio - Rudolf Fabry, poeta, scrittore e giornalista slovacco (n. 1915)
- 11 febbraio - Renato Gnocchi, politico italiano (n. 1921)
- 11 febbraio - Eleanor Powell, attrice e ballerina statunitense (n. 1912)
- 11 febbraio - Takashi Shimura, attore giapponese (n. 1905)
- 12 febbraio - Victor Jory, attore canadese (n. 1902)
- 13 febbraio - Giovanni Palmieri, tennista italiano (n. 1906)
- 13 febbraio - Frank Séchehaye, calciatore e allenatore di calcio svizzero (n. 1907)
- 13 febbraio - Zeng Jinlian,  cinese (n. 1964)
- 14 febbraio - Antonio Casas, attore spagnolo (n. 1911)
- 14 febbraio - Tom Patterson, cestista statunitense (n. 1948)
- 14 febbraio - W. Lee Wilder, sceneggiatore, produttore cinematografico e regista austriaco (n. 1904)
- 15 febbraio - Vincenzo Palumbo, politico italiano (n. 1899)
- 15 febbraio - Ivan Thys, calciatore belga (n. 1897)
- 16 febbraio - Jack Kiley, cestista statunitense (n. 1929)
- 16 febbraio - Carlo Rivolta, giornalista italiano (n. 1949)
- 16 febbraio - Frank Wels, calciatore olandese (n. 1909)
- 17 febbraio - Renato Brighenti, calciatore italiano (n. 1922)
- 17 febbraio - Nestor Chylak, arbitro di baseball statunitense (n. 1922)
- 17 febbraio - Wolfgang Junginger, sciatore alpino tedesco (n. 1951)
- 17 febbraio - Thelonious Monk, pianista e compositore statunitense (n. 1917)
- 17 febbraio - Lee Strasberg, attore e regista teatrale polacco (n. 1901)
- 18 febbraio - Ngaio Marsh, scrittrice e regista teatrale neozelandese (n. 1895)
- 18 febbraio - Nathaniel Shilkret, clarinettista, compositore e direttore d'orchestra statunitense (n. 1889)
- 20 febbraio - Jim Bradley, cestista statunitense (n. 1952)
- 20 febbraio - René Dubos, biologo e filosofo francese (n. 1901)
- 21 febbraio - Murray the K, conduttore radiofonico e disc jockey statunitense (n. 1922)
- 21 febbraio - Gershom Scholem, filosofo e teologo tedesco (n. 1897)
- 22 febbraio - Josh Malihabadi, poeta indiano (n. 1894)
- 23 febbraio - Leonid Spirin, marciatore sovietico (n. 1932)
- 23 febbraio - Claudio Vannicola, criminale e mafioso italiano (n. 1947)
- 24 febbraio - Virginia Bruce, attrice statunitense (n. 1910)
- 24 febbraio - Ignacio Calle, calciatore colombiano (n. 1930)
- 25 febbraio - Yuen Ren Chao, linguista e poeta cinese (n. 1892)
- 25 febbraio - Ilse Fehling, costumista e scultrice tedesca (n. 1896)
- 25 febbraio - Gottfried Fuchs, calciatore tedesco (n. 1889)
- 25 febbraio - Walter Kaiser, calciatore tedesco (n. 1907)
- 25 febbraio - Giancarlo Marmori, scrittore e giornalista italiano (n. 1926)
- 25 febbraio - Christian Schad, pittore tedesco (n. 1894)
- 25 febbraio - Pere Solé, calciatore spagnolo (n. 1905)
- 26 febbraio - Felice Chilanti, partigiano, giornalista e scrittore italiano (n. 1914)
- 26 febbraio - Teinosuke Kinugasa, regista e sceneggiatore giapponese (n. 1896)
- 26 febbraio - Augusto Maria Sisson, calciatore brasiliano (n. 1894)
- 26 febbraio - Gabor Szabo, chitarrista ungherese (n. 1936)
- 27 febbraio - Henry Gage, VI visconte Gage, nobile irlandese (n. 1895)
- 27 febbraio - Carlo Bisi, illustratore, pittore e disegnatore italiano (n. 1890)
- 27 febbraio - Jurij Pavlovič Egorov, regista cinematografico sovietico (n. 1920)
- 27 febbraio - Camillo Rossi, attore, regista e scultore italiano (n. 1907)
- 28 febbraio - Anacleto Bendazzi, presbitero e enigmista italiano (n. 1883)
- 28 febbraio - Vincenzo Pernicone, filologo, lessicografo e italianista italiano (n. 1903)